# Carl Berg
Carl Gustaf Berg, född 6 februari 1811 i Veinge församling, Hallands län, död 6 september 1896 i Hedvig Eleonora församling, Stockholms stad, var verksam som grosshandlare i Karlshamn och ledamot av andra kammaren.
Han var bror till Fredrik Nikolas Berg.